# ハリー・リード
ハリー・メイソン・リード（Harry Mason Reid, 1939年12月2日 - 2021年12月28日）は、アメリカ合衆国の政治家。所属政党は民主党で、宗教的には末日聖徒イエス・キリスト教会の信徒である。2006年の中間選挙で民主党が勝利して以来、強力なリーダーシップを発揮した。
ネバダ州副知事などを務めた後に連邦下院議員に就任し、2期4年に渡って務めた後に上院に転じた。上院議員としては1986年に初当選を果たしたのを皮切りに再選を重ね、2016年に引退するまで5期30年に渡って務めた。また、1999年から2005年まで上院民主党のナンバー2である院内幹事を務めたのち、2005年開会の第110回議会からは前年の選挙で落選したトム・ダシュルの後を受けて上院民主党のトップである院内総務に就任し、2016年11月まで務めた。

## 経歴

### 生い立ち
ネバダ州サーチライトで父ハリー・リードと母アイネズの間に生まれる。サーチライトはラスベガスの南東50マイルに位置する炭鉱夫の町であった。ヘンダーソンのベーシック高校でフットボールとボクシングに勤しんだのち、高校で後の州知事となる教員マイク・オカラハンと出会う。高校を卒業すると、南ユタ大学およびユタ州立大学へ進学した。

### ネバダ州副知事
大学卒業後は合衆国議会警察で勤務する傍ら、ジョージ・ワシントン大学法学部を卒業した。故郷のネバダ州に戻ってからはヘンダーソン市の代理人となり、1968年にはネバダ州下院議員選挙で当選する。1970年にはオカラハン知事の副知事候補として知事選を戦って勝利し、1975年まで務めた。

### 連邦議員
1977年にネバダ州ゲーミング委員会委員長に就任する。1982年の中間選挙でアメリカ合衆国下院議員に初当選し、1983年から1987年まで2期4期を務めた。1986年の中間選挙でアメリカ合衆国上院議員選挙に鞍替えし、5期連続で当選を重ねた。2005年には民主党上院院内総務に就任する。
2010年の中間選挙では、民主党に対する逆風が全米で吹き荒れ苦戦を伝えられる中、本選で共和党のティーパーティー系候補シャロン・アングルに事前の調査以上の差をつけて5選を果たした。上院では民主党が議席を減らしたものの多数派を維持したため、引き続き多数党院内総務の任に当たった。2015年3月に上院議員再選を目指さないことを表明し、政界から引退する意向を明らかにした。2016年11月に院内総務を退任し、2017年1月には上院議員の任期も満了した。
2021年12月28日、ネバダ州の自宅で死去した。82歳没。2018年に膵臓がんと診断されていた。死去の2週間前の12月14日には、ラスベガス近郊のマッカラン国際空港がハリー・リード国際空港と改称されていた。

## 発言
2012年のロンドンオリンピックの公式ユニフォームが中国製であることについて、アメリカオリンピック委員会は自らを恥じるべきと弾劾し、「すでに出来たユニホームすべてを山積みにして燃やすべきだ」と主張した。
2015年5月、NFLニューイングランド・ペイトリオッツのQBトム・ブレイディがAFCチャンピオンシップゲームでのボールの空気圧に関するデフレートゲートスキャンダルに絡んで4試合の出場停止処分を受けたことについて、ワシントン・レッドスキンズが人種差別的なチーム名であるとして抗議を受けている件よりもこの件をNFLが気にかけていることは「驚きだ」と述べた。

## 参照
1. ↑  エンスンは不倫スキャンダルが原因で同日付で辞職。
2. ↑  Seelye, Katharine Q. (2001年5月28日). “PUBLIC LIVES; From a Miner's Shack to the Senate, Guided by a Light”. New York Times 2010年1月11日閲覧。
3. ↑  http://www.adherents.com/largecom/lds_Reid.html
4. ↑  “リード元米上院議員死去 民主党の重鎮”. 産経新聞. (2021年12月29日) 2021年12月29日閲覧。
5. ↑  “Las Vegas' McCarran becomes 'Harry Reid International Airport' starting Tuesday” (英語). KLAS (2021年12月11日). 2021年12月13日時点のオリジナルよりアーカイブ。2021年12月13日閲覧。
6. ↑  “米五輪ユニホームは「中国製」、議会ら猛反発 ソチ冬季五輪は「米国製」に”.  CNN (2012年7月14日). 2012年7月14日閲覧。
7. ↑  “ブレイディの報告作成者、批判の声を一蹴「すべて証拠に基づく」”.  AFP (2015年5月13日). 2015年5月14日閲覧。